# 1982 Cline
1982 Cline eller 1975 VA är en asteroid i huvudbältet som upptäcktes den 4 november 1975 av den amerikanske astronomen Eleanor F. Helin vid Palomarobservatoriet. Den är uppkallad efter Edwin Lee Cline.
Asteroiden har en diameter på ungefär 8 kilometer.